# 西馬里昂縣區 (伊利諾伊州威廉森縣)
西馬里昂縣區（英語：Precincts (United States)）是位於美國伊利諾伊州威廉森縣的一個縣區。

## 地方資料
根據2010年美國人口普查的數據，西馬里昂縣區的面積為97.49平方千米，當中陸地面積為89.01平方千米，而水域面積為8.48平方千米。當地共有人口12047人，而人口密度為每平方千米123.57人。